# Puig del Castelló
El Puig del Castelló és una muntanya de 1.893 metres d'altitud del límit dels termes comunals de Matamala, de la comarca del Capcir, i de la Llaguna, de la del Conflent, a la Catalunya del Nord. És a l'extrem nord del terme de la Llaguna i al sud del de Matamala, al nord-est de la Quillana, al nord-est del Coll de la Quillana.